# Sziriza
A Sziriza – Radikális Baloldal Koalíciója (görögül: Συνασπισμός Ριζοσπαστικής Αριστεράς, Színaszpizmósz Rizoszpasztíkisz Ariszterász) vagy ismertebb nevén Sziriza (görög nyelven "radikális"-t jelent) egy baloldali görögországi politikai párt, amely 2004-ben alakult meg baloldali és radikális baloldali pártok koalíciójaként. Jelenleg a legnagyobb frakcióval rendelkező párt a Görög Parlamentben, 

## Ideológiája
A párt több különböző politikai csoport és független politikus alapította, akik szociáldemokrata, demokratikus szocialista, baloldali nacionalista, feminista, antikapitalista és környezetvédő csoportosulásoknak voltak tagjaik.
A párt  egyik fő ideológiája a szekularizmus, ezen tagok nagy része keresztények, akik elutasítják a Görög ortodox egyház állami támogatásban levő kiváltságait.
A pártot gyakran kritizálják, mely szerint berendezkedésellenes.

## Választási eredmények

### Görög Parlament
A párt 2004 óta minden választáson szerez mandátumot a Görög Parlamentben.
| Választások      | Szavazatok | %    | Megszerzett helyek | Kormányzat            | Miniszterelnök-jelölt   |
| ---------------- | ---------- | ---- | ------------------ | --------------------- | ----------------------- |
| 2004             | 241,539    | 3.3  | 6 / 30             | Ellenzék              | Nikósz Konsztántopúlosz |
| 2007             | 361,211    | 5.0  | 14 / 300           | Ellenzék              | Álékosz Álavánosz       |
| 2009             | 315,627    | 4.6  | 13 / 300           | Ellenzék              | Aléxisz Cíprasz         |
| 2012. május      | 1,061,265  | 16.8 | 52 / 300           | Ellenzék              | Aléxisz Cíprasz         |
| 2012. június     | 1,655,022  | 26,9 | 71 / 300           | Ellenzék              | Aléxisz Cíprasz         |
| 2015. január     | 2,245,978  | 36,3 | 149 / 300          | Koalíció SZIRÍZA-ΑΝΕL | Aléxisz Cíprasz         |
| 2015. szeptember | 1,925,904  | 35,5 | 145 / 300          | Koalíció SZIRÍZA-ΑΝΕL | Aléxisz Cíprasz         |
| 2019             | 1,781,174  | 31,5 | 86 / 300           | Ellenzék              | Aléxisz Cíprasz         |

## Fordítás
- Ez a szócikk részben vagy egészben  a   Syriza című angol Wikipédia-szócikk ezen változatának fordításán alapul.  Az eredeti cikk szerkesztőit annak laptörténete sorolja fel. Ez a jelzés csupán a megfogalmazás eredetét és a szerzői jogokat jelzi, nem szolgál a cikkben szereplő információk forrásmegjelöléseként.